# DNS поверх HTTPS
DNS over HTTPS (DoH) —  протокол для выполнения разрешения имён DNS по протоколу HTTPS. Целью внедрения этого протокола является повышение конфиденциальности и безопасности пользователей путём предотвращения перехвата и манипулирования данными DNS с помощью атак типа «Атака посредника».
Протокол DNS over HTTPS описан в стандарте RFC 8484 IETF.

## История
Предпосылкой создания DoH стали выявленные массовые вмешательства интернет-провайдеров и правительств в работу распределённой системы DNS, в результате которых пользователи незаметно для себя получали поддельную информацию об адресах серверов и их запросы были перенаправлены на посторонние серверы, о чём пользователи не подозревали.
В 2016 году на Google Public DNS было внедрено собственное API Google для запросов DoH,  использующее нотацию JSON
В мае 2017 года в IETF была сформирована рабочая группа по протоколу разрешения доменных имён через HTTPS.
В марте 2018 года Mozilla Foundation тестировала свою реализацию DoH в браузере Firefox.
В октябре 2018 года IETF утвердил стандарт DoH – RFC 8484.

## ПреимуществаDoHперед классическимDNS
DoH исключает подделку адресов интернет-доменов правительством, интернет-провайдером или злоумышленником и гарантирует, что браузер пользователя получит верный адрес сервера для запрошенного доменного имени.
В дополнение к повышению безопасности ещё одна цель DNS over HTTPS — повысить производительность: тестирование DNS-ресолверов разных интернет-провайдеров показало, что во многих случаях они дают неожиданно медленный отклик, что может вызывать серьёзные задержки  в реакции браузера на действия пользователя из-за необходимости получения адресов многих доменов при загрузке веб-страницы.

## Реализации
Google в своих публичных серверах DNS  использует две реализации DoH:
1. URL https://dns.google/dns-query — стандартизованный в RFC 8484 с поддержкой HTTPS-запросов GET и POST;
2. URL https://dns.google/resolve? — собственная реализация API для DoH, в которой используются только запросы GET в нотации JSON.

### Стандартная реализация
В стандарте RFC 8484 используются протокол HTTP/2 в HTTPS, запрос отправляется на путь /dns-query (в иерархии веб-сервера), запрос идентифицируется полем accept = application/dns-message, содержимое запроса идентично двоичному запросу к серверу DNS по RFC 1035, преобразованное в текстовый вид: в случае метода GET используется переменная dns с кодированным Base64 значением запроса DNS, в случае POST используется content-type = application/dns-message и значение DNS-запроса передаётся в шестнадцатиричном виде (англ. hex encoding). Ответы передаются с типом content-type = application/dns-message и текстом, содержащим шестнадцатиричный код ответа сервера DNS. Также в обмене данными c клиентом сервер может использовать для отправки значений клиенту push протокола HTTP/2, описанный в RFC 7540.

## Общедоступные серверы DNS over HTTPS
Реализации серверов DoH доступны публично и бесплатно у некоторых поставщиков DNS.
Предлагаются три реализации для производственных услуг:
| Провайдер         | IP-адреса                                                       | Блокирование                   | URL описания                                                          |
| ----------------- | --------------------------------------------------------------- | ------------------------------ | --------------------------------------------------------------------- |
| Cloudflare        | 1.1.1.1 1.0.0.1 2606:4700:4700::1111 2606:4700:4700::1001       | нет                            | https://cloudflare-dns.com/dns-query                                  |
| Cloudflare        | 1.1.1.2 1.0.0.2 2606:4700:4700::1112 2606:4700:4700::1002       | вредоносный контент            |                                                                       |
| Cloudflare        | 1.1.1.3 1.0.0.3 2606:4700:4700::1113 2606:4700:4700::1003       | вредоносный и взрослый контент |                                                                       |
| Google Public DNS | 8.8.8.8 8.8.4.4 2001:4860:4860::8888 2001:4860:4860::8844       | нет                            | https://dns.google/dns-query                                          |
| CleanBrowsing     | 185.228.168.168 185.228.169.168 2a0d:2a00:1:: 2a0d:2a00:2::     | взрослый контент               | https://doh.cleanbrowsing.org/doh/family-filter/ (недоступная+ссылка) |
| Adguard           | 94.140.14.14 94.140.15.15 2a00:5a60::ad1:0ff 2a00:5a60::ad2:0ff | рекламный контент              | https://dns.adguard.com/dns-query (недоступная+ссылка)                |
| Quad9             | 9.9.9.9 149.112.112.112 2620:fe::fe 2620:fe::9                  | вредоносный контент            |                                                                       |
| OpenDNS           | 208.67.222.222 208.67.220.220 2620:119:35::35 2620:119:53::53   | нет                            | https://doh.opendns.com/dns-query                                     |
| Яндекс DNS        | 77.88.8.8 77.88.8.1 2a02:6b8::feed:0ff 2a02:6b8:0:1::feed:0ff   | нет                            | https://common.dot.dns.yandex.net                                     |

## Поддержка в клиентах
- Firefox с версии 62 — поддержка браузера[10]
- DNSCrypt-proxy — локальный DNS → прокси DoH[11]
- doh-php-client — реализация PHP[12]
- KeeneticOS с версии 3.00 — прошивка для маршрутизаторов KEENETIC[13]
- OpenWRT — открытая прошивка для маршрутизаторов позволяет включить поддержку DNS over HTTPS в dnsmasq[14]
- Router OS — начиная с версии 6.47 — прошивка для маршрутизаторов Mikrotik[15]

В апреле 2019 года специалисты компании Qihoo 360 обнаружили образец вредоносного ПО, использующий протокол DNS over HTTPS, и назвали его Godlua Backdoor.